# José Antonio Cabrero Martínez
José Antonio Cabrero Martínez   (Zamora, 21 d'agost de 1958) va ser un ciclista espanyol, que fou professional entre 1981 i 1984. La victòria més important que obtingué fou en una etapa a la Volta al País Basc.
El seu germà Fernando també fou ciclista professional.

## Palmarès
- 1978
  - 1r al Cinturó a Mallorca i vencedor d'una etapa
- 1983
  - Vencedor d'una etapa a la Volta al País Basc

### Resultats a la Volta a Espanya
- 1981. 13è de la classificació general
- 1982. 48è de la classificació general
- 1983. 16è de la classificació general
- 1984. 69è de la classificació general